# Кириакос Мицотакис
Кириакос Мицотакис (на гръцки: Κυριάκος Μητσοτάκης) е гръцки политик, който понастоящем е министър-председател на Гърция от юли 2019 г., с изключение на един месец между май и юни 2023 г. Мицотакис е президент на партията Нова демокрация от 2016 г. Той обикновено се свързва с дясноцентристките позиции, подкрепяйки икономически либерална и социално либерална политика.
Преди това Мицотакис е лидер на опозицията от 2016 до 2019 г. и министър на административната реформа от 2013 до 2015 г. Той е син на покойния Константинос Мицотакис, който е министър-председател на Гърция от 1990 до 1993 г. Той е избран за първи път в гръцкия парламент от избирателен район Атина Б през 2004 г. След като Нова демокрация претърпява две поражения на изборите през 2015 г., той е избран за лидер на партията през януари 2016 г. Три години по-късно той повежда своята партия до мнозинство на гръцките парламентарни избори през 2019 г.
След парламентарните избори в Гърция през май 2023 г., на които никоя партия не печели мнозинство и нито една от партиите, имащи право на това, не е съставено коалиционно правителство, Мицотакис призовава за нови предсрочни избори през юни. На 24 май 2023 г., както се изисква от конституцията на Гърция, президентът Катерина Сакеларопулу назначава Йоанис Сармас за служебен министър-председател за временния период. Един месец по-късно той отново повежда партията си до мнозинство на гръцките парламентарни избори през юни 2023 г. и полага клетва като министър-председател. Той получава заповедта да състави правителство от президента. На 26 юни 2023 г. Мицотакис спечелва втори мандат като министър-председател, след като печели гръцките парламентарни избори през юни 2023 г.
По време на мандата си като министър-председател Мицотакис получава както похвали, така и критики за управлението си, икономическите мерки и справянето с пандемията от COVID-19 в Гърция. Въпреки това учените и правителствените съветници посочват провалите на Гърция по време на пандемията при справянето с недостатъците на здравната система, които довеждат до прекомерни смъртни случаи. Той е признат за цифровата трансформация на публичната администрация на страната и е похвален за насърчаването на правата на ЛГБТ гражданите в Гърция чрез легализирането на еднополовите бракове и осиновяването от същия пол. Той също така е отбелязан за управлението си на гръцката икономика, като Гърция е обявена за най-добър икономически изпълнител за 2022 г. от The Economist. Той също така получава критики за справянето си с миграцията и броя на изтласкванията, което правителството му отрича въпреки нарастващите доказателства. Освен това Мицотакис е критикуван за засилената корупция по време на неговия мандат, както и за влошаване на свободата на печата в Гърция. Неговият мандат е повлиян от скандала с подслушването през 2022 г., железопътната катастрофа в Темпейската долина и горските пожари през 2021 г. и 2023 г.
На 7 февруари 2024 г. Европейският парламент одобрява резолюция в отговор на загрижеността относно състоянието на върховенството на закона в Гърция. Резолюцията подчертава различни въпроси, включително предполагаем тормоз на журналисти, нарушения на поверителността, подслушване на политически опоненти, прекомерна употреба на полицейска сила, конфликти на интереси, корупция, клеветнически кампании срещу гражданското общество и докладвани случаи на отблъскване на мигранти.

## Ранен живот
Кириакос Мицотакис е роден в Атина на 4 март 1968 г., син на Марика Мицотакис (по баща Джануку) и бившия гръцки премиер (1990 - 1993 г.) и председател на Нова демокрация Константинос Мицотакис. По време на раждането му семейството му е поставено под домашен арест от гръцката военна хунта, която обявява баща му за персона нон грата и го затваря в нощта на преврата. През 1968 г., когато той е на шест месеца, семейството бяга в Турция с помощта на турския министър на външните работи Ихсан Сабри Чаалаянгил. След известно време те се преместват от Турция в Париж и чакат до 1974 г., за да се върнат в Гърция след възстановяването на демокрацията. Мицотакис противоречиво описва първите шест месеца от живота си като политически затвор.
През 1986 г. Мицотакис завършва Атинския колеж. От 1986 до 1990 г. той посещава Харвардския университет и получава бакалавърска степен по социални науки, като получава наградата Hoopes. По-късно неговата дипломна работа е публикувана като книга, озаглавена „Клопките на външната политика“, която получава смесени отзиви. От 1992 г. до 1993 г. той посещава Станфордския университет, като получава магистърска степен по международна политика на Ford Dorsey. От 1993 г. до 1995 г. той посещава Harvard Business School, където получава MBA.

## Професионална кариера
От 1990 г. до 1991 г. Кириакос Мицотакис работи като финансов анализатор в отдела за корпоративни финанси на Chase Bank в Лондон. От 1991 до 1992 г. Мицотакис се завръща в Гърция и се присъединява към гръцката армия, за да изпълни задълженията си за национална служба. От 1995 г. до 1997 г. и след завършване на следдипломното си обучение той е нает от консултантската компания McKinsey & Company в Лондон, като се фокусира основно върху индустриите на телекомуникациите и финансовите услуги. От 1997 г. до 1999 г. той работи за Alpha Ventures, дъщерно дружество за дялов капитал на Alpha Bank, като старши инвестиционен служител, изпълнявайки трансакции с рисков капитал и частен капитал. През 1999 г. той основава NBG Venture Capital, дъщерното дружество за частни и рискови капитали на Националната банка на Гърция, и действа като негов главен изпълнителен директор, управлявайки портфолиото му и извършвайки трансакции в Гърция и на Балканите до април 2003 г., когато подава оставка, за да продължи с кариера в политиката.
През януари 2003 г. той е номиниран от Световния икономически форум за световен лидер на утрешния ден.

## Политическа кариера
По време на законодателните избори през 2000 г. Мицотакис работи за националната кампания на Нова демокрация. На законодателните избори през 2004 г. Мицотакис се кандидатира в избирателен район Атина B, получавайки повече гласове от всеки друг кандидат на Нова демокрация в страната и е избран в гръцкия парламент.
Мицотакис е почетен президент на фондация Константинос К. Мицотакис, чиято цел е да популяризира живота и творчеството на Константинос Мицотакис и да докладва съвременната политическа история на Гърция.
На 24 юни 2013 г. Мицотакис е назначен за министър на административната реформа и електронното управление в кабинета на Андонис Самарас, наследявайки Андонис Манитакис. Той заема тази длъжност до януари 2015 г. През това време той преследва всеобхватни национални реформи чрез прилагане на функционална реорганизация на институции, структури и процеси. Той твърдо подкрепя драстичното съкращаване на държавния сектор и структурната реформа на данъчната администрация.
През 2015 г. Мицотакис служи като парламентарен представител на Нова демокрация, представлявайки президента на партията в парламента, както и органа на представителите на партията. Той е натоварен да изразява позициите на своята партия по време на парламентарните процедури и дискурс, както и да гарантира правилното функциониране на парламента чрез процес на проверки и баланси. През март 2015 г. той заявява, че тогавашният министър на финансите Янис Варуфакис подкопава гръцките преговори за третата спасителна програма, като казва: „Всеки път, когато си отвори устата, той създава проблем за преговорната позиция на страната.“
Мицотакис е първият от четиримата членове на Нова демокрация, които обявяват своята кандидатура в изборите за лидерство, обявени след оставката на Андонис Самарас като лидер на партията и провала на Нова демокрация на предсрочните избори през септември 2015 г. Сред останалите състезатели е тогавашният временен лидер и бивш председател на гръцкия парламент Вангелис Меймаракис. Според Financial Times Мицотакис е бил „таксуван като аутсайдер в надпреварата за лидерство“ поради подкрепата на партийната върхушка за кандидатурата на Меймаракис. След първия кръг на гласуване без ясен победител, Мицотакис е втори, с 11% зад Меймаракис.
На 10 януари 2016 г. Мицотакис е избран за лидер на политическата партия Нова демокрация, наследявайки Йоанис Плакиотакис (преходен президент) с почти 4% разлика от опонента Вангелис Меймаракис. Седмица след избирането на Мицотакис за лидер са публикувани две проучвания на общественото мнение, които поставят Нова демокрация пред Коалицията на радикалната левица за първи път от една година.
Партията му печели 33% от гласовете на европейските избори през 2019 г. Той провежда кампании по националистически въпроси, като критикува споразумението от Преспа за името на Северна Македония и критикува политиките за посрещане на изгнаници. По-специално той успява да спечели гласове от партията „Златна зора“. След резултатите от изборите гръцкият парламент е разпуснат и са свикани предсрочни избори.

## Министър-председател

### Първи мандат (2019 – 2023)
Нова демокрация печели на законодателните избори през 2019 г., като печели 39,85% от гласовете и си осигурява 158 места в гръцкия парламент.
На 8 юли 2019 г. гръцкият президент Прокопис Павлопулос приема оставката на Ципрас и възлага на Мицотакис да състави ново правителство. Мицотакис полага клетва като министър-председател същия ден. На 9 юли министрите в неговото правителство също полагат клетва. Сред неговия кабинет е Макис Воридис, бивш член на крайнодесния Народен православен сбор, който е посрещнат студено в чужбина и от еврейската общност в Гърция. Израел обявява, че няма да сътрудничи на Воридис.
От 2019 г. нататък се стартира вълна от приватизации, включително туристическа инфраструктура, крайбрежна земя и държавни дялове в газовите и електрическите компании и летището в Атина. От друга страна се прилага данъчна реформа, целяща да превърне страната в „убежище за милиардерите и най-богатите граждани“, отбелязва Financial Times. Целта е да се привлекат инвестиции чрез предлагане на ниски данъчни ставки. Клауза ще защити бенефициентите на тази данъчна политика от възможни промени в политиката от бъдещи правителства.
„Законопроектът за голям растеж“, приет през лятото на 2020 г., предвижда ограничаване на правото на стачка и премахване на колективните трудови договори, които вече са спрени през 2012 г. по искане на Тройката и след това възстановени от правителството на Ципрас. Миграционната политика е затегната: покритието на болничните грижи за бедни чужденци е премахнато и периодът, през който бежанците, получили убежище, могат да пребивават в обществени жилища, е намален от шест месеца на един месец. Що се отнася до проблемите на околната среда, правителството реформира законодателството, за да улесни проучването за нефт.
Правителството на Мицотакис е похвалено от някои наблюдатели за справянето му с пандемията от COVID-19, както и за плановете му за изразходване на дял от 31 милиарда евро от Плана за възстановяване на ЕС и за организираното му внедряване на ваксинации. Освен това общият сертификат за COVID-19 е приписан на Мицотакис и идеята му е възприета на европейско ниво. Мицотакис критикува първоначално бавния темп на въвеждане на ваксина срещу COVID-19 в ЕС и призовава за ускоряването му.
Мерките се изпълняват от март до май 2020 г. и от ноември 2020 г. до май 2021 г., когато започва поетапното им премахване. Контролът включва въвеждането на различни ограничения за движение, спиране на дейността на предприятия за търговия на дребно, ресторантьорство и развлечения, както и на училища и църкви.

През август 2020 г. е приета реформа на трудовото законодателство. Тя предвижда възможността работодателят да уволнява служители, без да е необходимо да мотивира решението си или да уведомява предварително засегнатите лица. Отделът за борба с измамите на данъчните власти е премахнат и неговите служители са интегрирани в Министерството на финансите.
Има дългогодишен спор между Турция и Гърция относно природните ресурси в източното Средиземноморие. Мицотакис казва, че Турция „остава прикована в логиката на използване на сила и заплахи.“ Той казва на генералния секретар на НАТО Йенс Столтенберг, че Гърция „допринася за НАТО, ние сме съюзник и очакваме, че когато друг съюзник от НАТО се държи по начин, който застрашава нашите интереси, НАТО не трябва да възприема тази позиция на равни дистанции и ненамеса във вътрешните различия. Това е дълбоко несправедливо към Гърция.“
През юли 2020 г. Мицотакис връчва почетно гръцко гражданство на американския актьор Том Ханкс и съпругата му, американската актриса Рита Уилсън, която е наполовина гъркиня.
На 16 май 2022 г. Мицотакис се среща с президента на САЩ Джо Байдън в Белия дом. На следващия ден Мицотакис става първият министър-председател на Гърция, който говори на съвместна сесия на Конгреса на Съединените щати по покана на председателя на Камарата на представителите на САЩ Нанси Пелоси.
По време на мандата си като министър-председател Мицотакис получава, както похвали, така и критики за проевропейското си, технократско управление, мерките за строги икономии, както и справянето му с пандемията от COVID-19 в Гърция. Той е признат за модернизацията и цифровата трансформация на публичната администрация на страната и е отбелязан за цялостното му управление на гръцката икономика, като Гърция е обявена за най-добрия икономически изпълнител за 2022 г. от The Economist, което се дължи по-специално на факта, че Гърция през 2022 г. успява да изплати предсрочно 2,7 милиарда евро (2,87 милиарда долара) заеми, дължими на страните от еврозоната в рамките на първата спасителна програма, която получава по време на продължилата десетилетие дългова криза, заедно с това, че беше на ръба да достигне рейтинг на инвестиционен клас. Той също така получава както похвали, така и критики за справянето си с миграцията, включително похвали и помощ от Европейския съюз, но критики от журналисти и активисти за отблъскване[ неясно? ], което правителството му отрича. Освен това Мицотакис получава критики за повишената корупция по време на мандата си, както и за влошаване на свободата на печата в Гърция. Мандатът му е помрачен от корупционния скандал с Novartis, от скандала с подслушването през 2022 г., както и железопътната катастрофа в Темпейската долина.

### Миграция
Мицотакис заема твърда позиция по отношение на европейската мигрантска криза, като прибягва до отблъскване на хиляди мигранти в опит да попречи на влизането им в Гърция, което правителството му отрича. Той получава похвали от Европейския съюз за справянето си с кризата и получава икономическа подкрепа от 700 милиона евро.

### Задължителни мерки за COVID-19 и ваксинации
През декември 2020 г. Мицотакис е критикуван, след като негова снимка се появява в социалните медии, на която той позира с още петима души, без да носи маска, по време, когато Гърция има национален локдаун и носенето на маска е задължително както на закрито, така и на открито. На 6 февруари 2021 г. Мицотакис посещава остров Икария, за да инспектира напредъка на ваксинациите срещу COVID-19 в района. По време на това посещение той присъства на обяд, организиран от депутата Христодулос И. Стефанадис заедно с неговия антураж, наброяващ до 40 души. Инцидентът е отразен както от гръцки, така и от международни медии, а Мицотакис е силно критикуван за нарушаване на съществуващите мерки за ограничаване на COVID-19. Мицотакис публично се извинява за инцидента с Икария, като казва, че това никога няма да се повтори и че „изображението нарани гражданите“.
През май 2021 г., когато правителството на Мицотакис обявява отварянето на страната за туризъм на 14 май, тъй като мерките за контрол на движението, като задължението за изпращане на SMS на определени места, са запазени временно. Други мерки, които все още са в сила след повторното отваряне на туризма, са ежедневният полицейски час от 00:30, задължителното използване на маски за лице на закрито и на открито, забраната за музика в кафенета и ресторанти и забраната за работа на ресторанти на закрито през целия май. Казината е разрешено да работят със специфичен санитарен протокол. В интервю от 27 май 2021 г. Мицотакис не дава ясен отговор кога и дали горните мерки ще бъдат отменени през лятото. Той се позовава на пътна карта за премахване на контрола, но не дава подробности. Той също така изчислява, че туризмът през 2021 г. в Гърция ще бъде около 50% от нивата, наблюдавани през 2019 г. Гърция получава наградата „Глобален шампион за управление на кризи с COVID-19“ от Световния съвет за пътувания и туризъм, който „похвалва“ гръцкото правителство като „глобален пример за безопасно отваряне на туристическия сектор по време на пандемията“. На него се приписва и пропускът за ваксина, който по-късно е използван в повечето страни в Европейския съюз.

### Свобода на словото
Под управлението на Мицотакис свободата на печата в Гърция намалява. Насилието срещу журналисти се увеличава, което довежда до влошаване на гръцката свобода на печата. Правителството на Мицотакис насочва средства към медийни платформи, които произвеждат благоприятно отразяване, като същевременно разпределя повече от 20 милиона евро за държавни медии в началото на пандемията. Освен това през ноември 2021 г. правителството приема закон за криминализиране на разпространението на „фалшиви новини“. Това законодателство упълномощава властите да лишават от свобода лица до пет години, ако те разпространяват предполагаемо невярна информация, която се счита за способна да предизвика безпокойство или страх у обществото или да подкопае общественото доверие в националната икономика, отбранителния капацитет на страната или общественото здраве. Мицотакис признава, че законът може да е бил грешка, но законът не е отменен.

### Скандал с подслушване
През юли 2022 г. лидерът на политическата партия ПАСОК Никос Андрулакис разкрива, че е имало опит за подслушване на телефона му с шпионската програма „Хищник“. В парламентарно изслушване при закрити врата, свикано от Андрулакис, шефът на гръцката разузнавателна служба П. Контолеон признава, че службата му е шпионирала гръцкия журналист Танасис Кукакис, който също се оплаква, че е бил мишена на „Хищника“. След публикуването на разследване на Efsyn и Reporters United, че Григорис Димитриадис, племенник на Мицотакис и генерален секретар, е имал връзки с Феликс Бициос, собственик на компанията, която предлага на пазара „Хищника“, Димитриадис подава оставка. Малко след това шефът на Гръцката разузнавателна служба Панайотис Контолеон също се оттегля заради обвинение, че службата му е подслушвала телефона на Андрулакис. Самият Мицотакис активно работи за блокиране на всяко разследване на скандала с подслушването. Скандалът привлича голямо внимание в международните медии поради факта, че редица действия, предприети след разкритията, са спорни и изглежда предполагат опит за прикриване на истината. През януари 2023 г., въпреки призивите на опозицията да потърси отговорност от правителството за действията си и да разследва допълнително скандала, администрацията на Мицотакис успешно устоява на вот на недоверие.

### Влакова катастрофа
На 28 февруари 2023 г. товарен влак и пътнически влак, пътуващи в противоположни посоки между Атина и Солун, по невнимание са насочени по един и същи коловоз; 57 души загиват при челния сблъсък край Темпи. На фона на нарастващия гняв и националните протести, Мицотакис предлага „публично извинение от името на тези, които управляваха страната през годините“, поема отговорност за бедствието и обещава да поправи дълго пренебрегваната железопътна система. Той казва, че правителството ще инвестира повече от 270 милиона евро, за да наеме повече персонал и да инсталира цифрови системи за контрол до август.

### Избори през 2023 г.
Мицотакис посещава президента Катерина Сакеларопулу на 22 април, за да поиска разпускането на парламента поради национален въпрос от изключителна важност (съгласно член 41 от конституцията на Гърция); цитираният въпрос е необходимостта от политическа стабилност за постигане на инвестиционен клас. Изборният ден е определен за неделя, 21 май, ден преди края на 30-дневния период, в рамките на който трябва да се проведат изборите след разпускането на парламента.
Нова демокрация печели мнозинството от гласовете, но не печели пълно мнозинство. Тъй като не е съставено коалиционно правителство от нито една от партиите, имащи право на това, Мицотакис призовава за нови предсрочни избори през юни. На 24 май, както се изисква от гръцката конституция, президентът Сакеларопулу назначава Йоанис Сармас за временно изпълняващ длъжността министър-председател.
Един месец по-късно той отново повежда партията си до мнозинство на парламентарните избори в Гърция през юни 2023 г. и полага клетва като министър-председател, получавайки заповедта да състави правителство от президента.

### Втори мандат (2023 – настояще)
През юли 2023 г. Мицотакис обявява, че възнамерява да легализира еднополовите бракове в Гърция. На 17 септември Мицотакис заявява, че темата ще бъде разгледана в Гърция през следващите четири години.
Мицотакис осъжда действията на Хамас по време на войната между Израел и Хамас през 2023 г. и изразява подкрепата си за Израел и „правото му на самоотбрана“. Гърция се съгласява да участва в следващите стъпки към подкрепа на операциите на НАТО в региона, но по-късно подкрепя призив за прекратяване на огъня чрез ООН.
През 2024 г. мандатът му продължава с въвеждането на забележителни законопроекти, фокусирани върху създаването на частни академични институции в Гърция, както и ревизии на данъчната система и системите за доходи. Освен това е предложено законодателство за еднополови бракове и осиновяване от еднополови двойки, ход, който е широко описан като прогресивен. Въпреки това, тези инициативи се сблъскват със значителна опозиция от десни и твърдо десни фракции в партията, както и от Гръцката православна църква, които открито изразяват несъгласието си с предложеното законодателство. За да отговори на тези опасения и да си осигури подкрепа преди парламентарното гласуване, Мицотакис предприема нетрадиционната стъпка да организира образователни срещи за несъгласни членове, целящи да предоставят подробно обяснение на потенциалните ползи от предложените законопроекти за еднополовите двойки. Според журналистически източници образователната инициатива не е успешна.
Преди плановете на правителството да легализира системите за частно висше образование, то е критикувано за предполагаемо нарушаване на член 16 от конституцията. Правни експерти и други политически партии твърдят, че правителството заобикаля конституцията, като въвежда частни институции, без първо да промени конституцията. Някои твърдят, че изменението на конституцията е неосъществимо поради недостатъчния брой депутати на правителството в гръцкия парламент. По същество подходът на Мицотакис се разглежда като пряк път, който мнозина смятат за противоконституционен, което води до широко разпространени протести срещу частни институции.
По време на непротоколно посещение в Украйна на 6 март, за да се срещне с президента Володимир Зеленски в знака на руската инвазия в Украйна, той почти става жертва на руски бомбен атентат, извършен близо до неговия антураж, оставяйки 5 убити.

## Личен живот
Мицотакис е по-малкият брат на бившия министър на външните работи и кмет на Атина Дора Бакоянис, което го прави зет на покойния Павлос Бакоянис, който е убит от терористична група на 17 ноември 1989 г. и чичо на Костас Бакоянис, бивш областен управител на Централна Гърция и настоящ кмет на Атина.
Мицотакис е женен за Марева Грабовски, инвестиционен банкер с британски, гръцки, полски и египетски корени. Те имат три деца, София, Константинос и Дафне.
Освен гръцки, Мицотакис говори английски, френски и малко немски.